# Guinigiturm

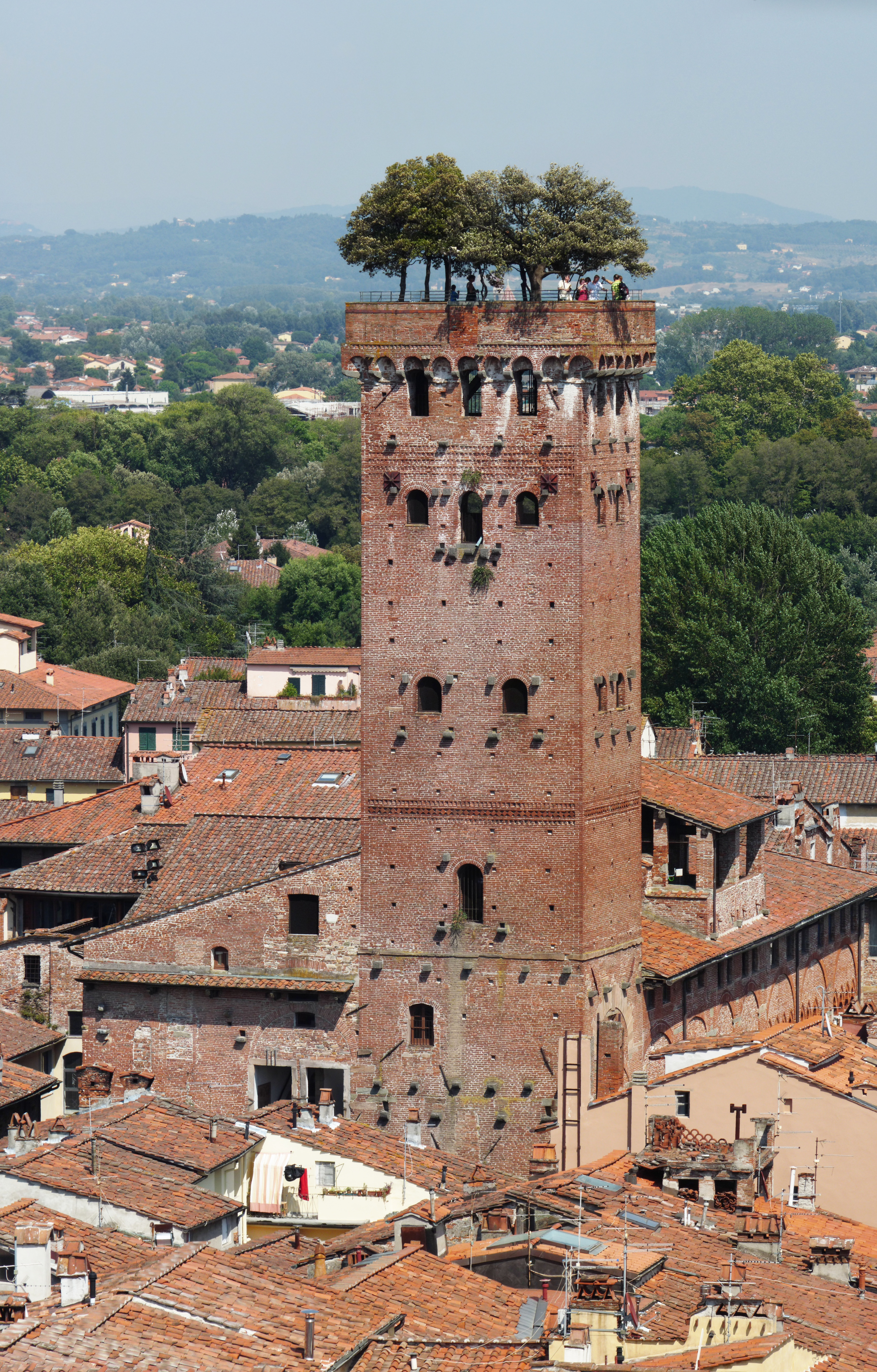
Torre Guinigi

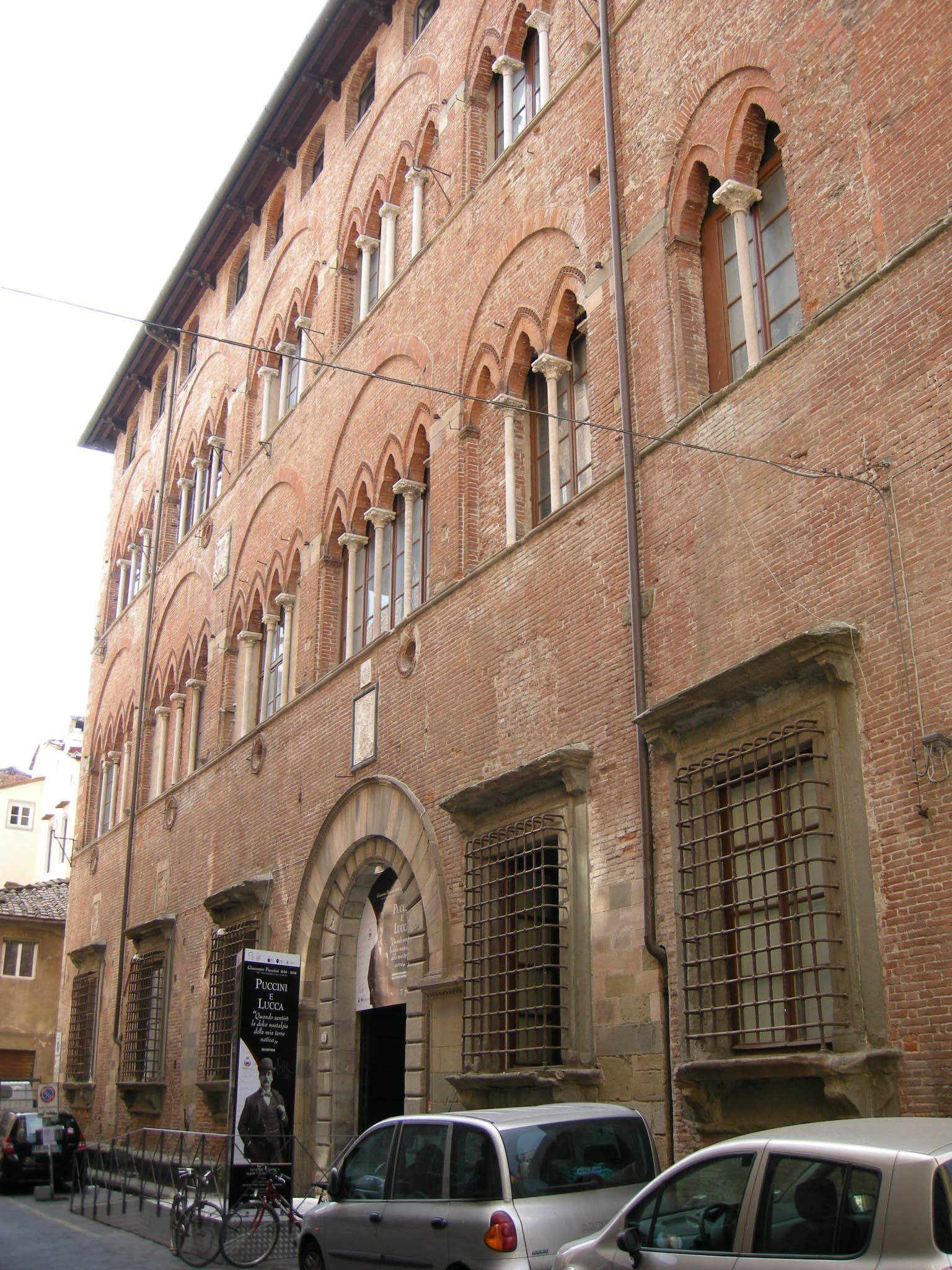
Palazzo Guinigi

Der Guinigiturm (ital. Torre Guinigi) ist der wichtigste Geschlechterturm der Stadt Lucca in der Toskana (Italien)  und einer der wenigen erhaltenen innerhalb der Stadt. Er kann mit Zugang von der Via Sant’Andrea 45 aus besichtigt werden.

## Geschichte
Der aus Steinen und Ziegeln erbaute Turm ist eines der repräsentativsten und berühmtesten Denkmäler Luccas; sein Hauptmerkmal ist das Hinauswachsen einiger Steineichen aus seiner Spitze.
Im frühen vierzehnten Jahrhundert war Lucca stolz auf die mehr als 250 Türme und zahlreichen Glockentürme, die die Stadt im Mittelalter, in einem Kreis von Mauern, der viel enger als die heutige Stadtmauer ist, bereicherten. Die Guinigi, die die Herrscher der Stadt waren, wollten ihre bisher eher strengen Behausungen mit einem mit Bäumen gesäumten Turm, der zum Symbol der Wiedergeburt wurde, veredeln.
Auf Wunsch des letzten Nachkommen der Familie gingen der mit Bäumen gesäumte Turm und der Palast in der Via Sant’Andrea an die Gemeinde Lucca über.
Unter den mittelalterlichen Türmen, die im Privatbesitz waren, ist es der einzige, der im 16. Jahrhundert nicht abgerissen oder gekürzt wurde.

## Beschreibung
Der Turm befindet sich an der Ecke Via Sant’Andrea und Via delle Chiavi D’Oro, erhebt sich 44,25 Meter über Grund und unterscheidet sich damit von allen anderen Gebäuden der Altstadt. Das Erreichen der Spitze wird durch 25 Treppenabsätze – mit insgesamt 230 Stufen – ermöglicht. Einfach ist der Turm im ersten Teil zu besteigen, nicht aber im letzten Teil, wo man nur dank kleineren Metallrampen weiter steigen kann. An den Innenwänden hängen zahlreiche Gemälde, die Szenen des mittelalterlichen Lebens darstellen. Von oben kann man das Stadtzentrum, die Piazza Anfiteatro und die Landschaft der umliegenden Berge, die Apuanischen Alpen im Nordwesten, den Apennin im Nordosten und den Monte Pisano im Süden betrachten.

### Der hängende Garten

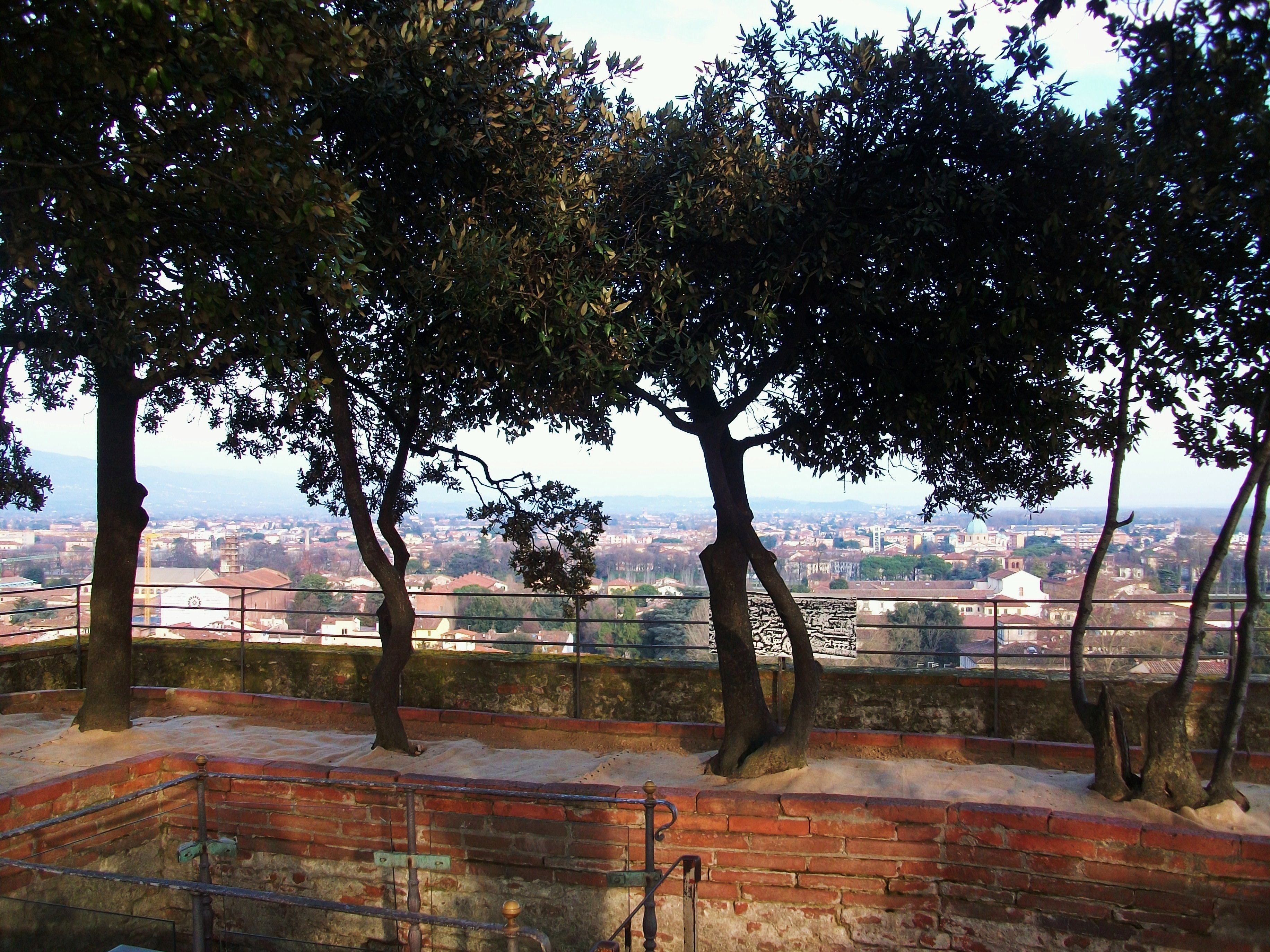
Steineichen und Beete mit Ausblick über die Stadt

Oben auf dem Turm befindet sich ein kleiner Hängegarten, der aus einer mit Erde gefüllten Wandkiste besteht, in die sieben Steineichen gepflanzt wurden.
Es ist nicht genau bekannt, wann der Garten angelegt wurde, aber auf einem Bild, das in der Chronik von Giovanni Sercambi (15. Jahrhundert) enthalten ist, kann man sehen, dass unter den vielen Türmen von Lucca ein mit Bäumen gekrönter Turm steht. Es wird daher davon ausgegangen, dass die Anlage am Guinigiturm sehr alt ist, obwohl die heute vorhandenen Steineichen sicherlich im Laufe der Zeit neu gepflanzt wurden.